# Geotermisk energi
Geotermisk energi er energi udvundet fra jordens indre. Det sker i områder hvor der er let adgang til varme jordlag, ofte områder med megen geotermisk aktivitet, såsom gejsere eller varme kilder. 
Varme fra jordens indre strømmer hele tiden ud mod jordoverfladen i en mængde på 47 TeraWatt. Derved opvarmes blandt andet vandførende lag i undergrunden, hvorfra geotermisk energi kan udvindes i form af damp eller varmt vand. Geotermisk energi kan udnyttes med et geotermisk kraftværk, som producerer el hvis damptemperaturen er høj nok; over 150 °C.

## Geotermi i Danmark
I dansk undergrund stiger temperaturen med ca. 25-30 °C pr. km man borer ned i undergrunden. Omvendt falder de vandledende egenskaber med dybden, så det er næppe realistisk at udnytte reservoirer, som ligger dybere end 2,5-3,5 km. I den tilgængelige dybde er temperaturen under 100 °C, det er for lavt til el-produktion, men kan i nogle tilfælde bruges til fjernvarme. Den varmemængde der løbende strømmer ud fra undergrunden under Danmark med en effekt på 0,067 W/m2 svarer teoretisk set til ca. 2/3 af Danmarks samlede nuværende fjernvarmebehov. I praksis kan 15%-50% af dansk fjernvarme forsynes af geotermi, og potentialet undersøges med geofoner.
For at udnytte den geotermiske varme handler det i princippet om at bore to dybe huller, i en til tre kilometers dybde. Fra det ene hul oppumpes varmt vand med en temperatur på f.eks 73 °C, og ved hjælp af en elektrisk varmepumpe trækkes varmen ud af vandet så det køles til 17 °C. Den opsamlede varme fra vandet overføres derefter ved hjælp af en varmeveksler til forbrugerne via fjernvarmenettet. Til sidst pumpes det lunkne vand tilbage ned gennem det andet hul (halvanden kilometer fra det første hul) for at opretholde trykket i sandstenslagene.
Der har siden 1984 været et geotermisk varmeværk for Thisteds fjernvarmenet. I 2017 blev der udført en geotermisk injektionsboring, som blev indviet i december.
Et 27 MWth demonstrationsanlæg blev i 2005 idriftsat på Amager. Her havde man boret ca. 2,6 km ned i undergrunden, hvorfra vand ved ca. 73 °C blev hentet op og varmen overført til fjernvarmesystemet, og det kolde vand ved ca. 17 °C pumpet tilbage i undergrunden igen for at opretholde trykket i reservoiret, indtil det blev stoppet i 2019. Demonstrationsanlægget på Amager ejes og blev drevet i fællesskab af CTR, HOFOR (tidligere Københavns Energi), VEKS og Ørsted (tidligere DONG Energy).
Der blev forsøgt geotermi i Viborg med en boring i Kvols i 2012, men projektet blev opgivet efter uforløste tekniske problemer med boringen, og store økonomiske tab.
I Sønderborg har et 12 MWth geotermi-anlæg til 187 millioner kroner haft en produktion på 3-6 MW fjernvarme, inden det lukkede i december 2018 pga. fint sand i 1,2 km dybde, og opgivet i 2024.

### Geotermi i Aarhus
I Aarhus er kommunen via sit forsyningsselskab Kredsløb, i samarbejde med Innargi A/S (et selskab under A.P. Møller - Mærsk), i gang med at etablere geotermisk fjernvarme til Aarhus. Innargi står for at lave 17 boringer og etablere 7 geotermianlæg for egen risiko, og startede boringen i november 2023. Målet er at nå 2,5 km ned i undergrunden hvor temperaturen er 40 °C, og store varmepumper øger temperaturen til 110 MWth fjernvarme som ventes at forsyne 36.000 husstande og dække ca. 20 % af fjernvarmeforbruget i Aarhus. Projektet havde syv planlagte anlæg, hvoraf det første ventes i drift i 2025. Ifølge aftalen skulle varmeprisen blive lavere end træpiller i Studstrupværket, og der er ingen statsstøtte. Projektet beholdt de 110 MW varme, men i 2025 blev det reduceret til 3 boringer i stedet for 7.

## Kølig geotermi
Nogle landsbyer i Danmark får fælles varme fra dybe brønde, en mellemting mellem geotermi og jordvarme. Brønde bores ned i 100 m dybde hvor temperaturen er 8 °C året rundt, og det kølige undergrundsvand sendes rundt i byen i en uisoleret fælles rørledning før det pumpes tilbage i undergrunden. En lille elektrisk varmepumpe i hvert hus tapper varme fra røret og forsyner huset med varme.

## Husvarmepumper
For private vil der typisk være to varianter af varmepumper - nemlig en jordvarmepumpe eller en luftvarmepumpe. 
En jordvarmepumpe fungerer ved at et rørsystem lægges i haven 1-2 meter under jorden, hvor jorden så varmer vandet i rørene op, og varmepumpen sender varme til huset. Der er dog ikke her tale om geotermisk energi, idet varmen al væsentligst hidrører fra Solens indstråling med deraf følgende opvarmning af de allerøverste jordlag.
En luft-varmepumpe står ved husmuren og udnytter varmen i udeluften og skaber på den måde varme til hjemmet. 
En jordvarmepumpe vil typisk være det mest energieffektive og støjsvage valg, hvorimod luftvarmepumpen er billigere og lettere at montere, da den ikke kræver underjordisk rørlægning.